# Trachemys emolli
Trachemys emolli là một loài rùa trong họ Emydidae. Loài này được Legler mô tả khoa học đầu tiên năm 1990.

## Hình ảnh

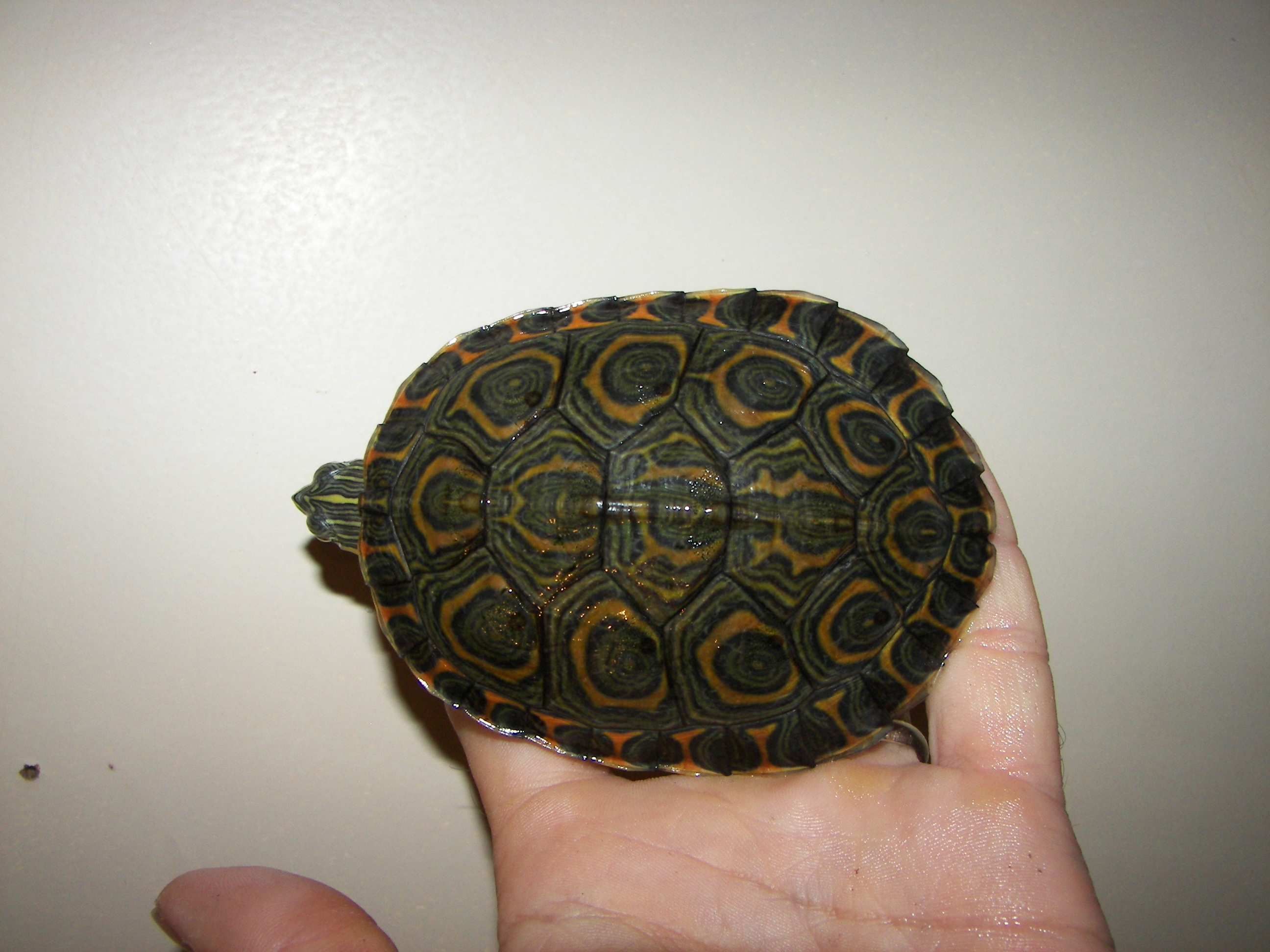